# Striatoppia multilineata
Striatoppia multilineata är en kvalsterart som beskrevs av Corpuz-Raros 1979. Striatoppia multilineata ingår i släktet Striatoppia och familjen Oppiidae. Inga underarter finns listade i Catalogue of Life.